# Desemberbarn
Desemberbarn är en norsk julskiva med Kari Bremnes och Rikard Wolff, utgiven 2001. Albumet producerades av Erik Hillestad.

## Låtlista[2]
1. "När det lider mot jul" ("Det strålar en stjärna") (J. Oterdahl, R. Liljefors)
2. "Nu vandrer fra hver en verdens krok" (J. Dahl, A. Fasmer Dahl
3. "Staffansvisan" ("Staffan var en stalledräng") (trad.)
4. "Veien som går inn te Betlehem" ("Little Road to Betlehem") (K. Bremnes, M. Head, M. Young)
5. "Gläns över sjö och strand" ("Betlehems stjärna") (V. Rydberg, A. Tegnér)
6. "Det kimer nå til julefest" (N.F.S. Grundtvig, C.C. Balle)
7. "Marias vaggsång" ("Mariä Wiegenlied") (E. Lindström, M. Reger
8. "Nu flinteskudd og klokkeklang" (M. Brostorp Landstad, trad.)
9. "Tomtarnas julnatt" ("Midnatt råder") (A. Smedberg, W. Sefve
10. "I den kalde vinter" ("In the Bleak Midwinter" (K. Bremnes, trad.)
11. "Det var en natt" (R. Wolff, K. Bremnes)
12. "Finn veien engel" (K. Bremnes)
13. "Ave Maria" (trad., J.S. Bach)
14. "Fra fjord og fjære" (M.Brostorp Landstad, H.O.C. Zinck)
15. "Josef" (R. Wolff, G. Moustaki)
16. "Desemberbarn" (K. Bremnes), "Deilig er jorden" ("Härlig är jorden") (trad., B.S. Ingemann)

## Mottagande
Dagens skiva gav skivan betyget 6/10 där man kallade den "nästan lite underbar".

## Listplaceringar
| Lista (2001) | Topplacering |
| ------------ | ------------ |
| Norge        | 11           |